# Valentina Vapaux
Valentina Vapaux (* 2001 als Anna Valentina Plesnar) ist eine deutsch- und englischsprachige Spiegel-Bestsellerautorin, Journalistin, Content Creatorin und Podcasterin mit deutsch-mexikanischen Wurzeln. Sie gilt als eine der renommiertesten Stimmen für die Generation Z im deutschsprachigen Raum. Bekanntheit erlangte sie durch ihren gleichnamigen Youtube-Kanal.

## Leben
Bevor Valentina nach Berlin zog, lebte sie mit ihrer Familie in einer bayrischen Kleinstadt. Mit 15 Jahren machte sie ein Auslandsjahr in den USA und gründete parallel ihren YouTube-Kanal, auf welchem sie seit Januar 2016 Videos regelmässig publiziert. Ihre Inhalte haben sich von privaten Storys und Lifeupdates vermehrt zu Literaturcontent verschoben, wobei sie stets private Einblicke in ihr Leben gibt. Seit Mai 2022 sind ihre Videos mehrheitlich englischsprachig.

## Karriere
Im April 2019 gewann Valentina das ABA Academic Merit Scholarship der American Bus Association und nahm 2020 an einem Programm der School of The New York Times teil. Dort verbesserte sie ihr journalistisches Schreiben, verfasste Artikel und lernte von Journalistinnen und Journalisten der New York Times.
Von September bis November 2019 absolvierte Vapaux ein Praktikum beim FOCUS Magazin und studierte im selben Jahr für einen Sommer lang an der Université Paris-Sorbonne französische Literatur und die Geschichte der Frau in der Französischen Gesellschaft.
Im November 2019 gewann sie mit ihrem Gedicht „Bornholmer Straße“ den bundesweiten Lyrikwettbewerb „lyrix“.
Von März bis August 2020 schrieb und veröffentlichte sie Gedichte, Essays und Kolumnen für das englischsprachige Magazine TITLE.
Von Juni 2019 bis Oktober 2020 war sie in Zusammenarbeit mit DASDING und dem ARD-Hauptstadtstudio Host des politischen Podcast „Pancake Politik“ (2022 eingestellt). Im selben Jahr kaufte der SWR die Rechte am Podcast. Auch während ihrer Zeit in New York griff sie auf das Journalistennetzwerk der ARD zurück. Im Januar 2022 erschien auf Spotify die letzte Folge des Podcasts, in der sie sich verabschiedete und auf den neuen Podcast des SWR „DIE und DU“ verwies. Bis heute arbeitet sie für den SWR als freie Journalistin.
Am 5. Oktober 2021 erschien bei Gräfe und Unzer ihr erstes Buch Generation Z – Zwischen Selbstverwirklichung, Insta-Einsamkeit und der Hoffnung auf eine bessere Welt in Form einer Essay-Kollektion und erreichte mit diesem den neunten Platz der Spiegelbestsellerliste in der Kategorie Sachbuch/Paperback. Darin analysiert Vapaux die Generation Z, nimmt Stellung zu politischen Themen, analysiert die Deutsche Jugendkultur und führt einen Diskurs zwischen soziologischen Fakten und ihren persönlichen Erfahrungen und Erlebnissen. Tiefe und Ausdruck verleiht sie ihren Inhalten durch selbst geschriebene Gedichte auf Englisch und Deutsch.
In Berlin schloss sie den Bachelor in komparativer Literatur und Politikwissenschaften & Government an der Freien Universität Berlin ab.
Seit Herbst 2022 studiert Vapaux Kreatives Schreiben und Kulturjournalismus an der Universität Hildesheim.

## Künstlername
Valentina Vapaux' Künstlername setzt sich aus ihrem zweiten Vornamen „Valentina“, dem finnischen Wort für Freiheit „vapaus“ und der französischen Endung „-aux“ zusammen. Dazu inspiriert wurde sie von der Lyrikerin Hilde Domin.

## Veröffentlichungen
- Generation Z – Zwischen Selbstverwirklichung, Insta-Einsamkeit und der Hoffnung auf eine bessere Welt, Gräfe und Unzer, Berlin 2021, ISBN 978-3-8338-7876-3.